# 1449 w polityce
Wydarzenia polityczne w 1449 roku.

## Wydarzenia
- 6 stycznia – Konstantyn XI Paleolog zostaje koronowany na cesarza Bizancjum.
- 20 maja – Bitwa pod Alfarrobeira.
- 29 października – Francuzi odbijają Rouen z rąk Anglików.

## Urodzili się
- 1 stycznia – Wawrzyniec Wspaniały, władca Florencji.

## Zmarli
- Kunegunda ze Šternberka, pierwsza żona Jerzego z Podiebradów.